# کوسنوس (دهانه)
کوسنوس یک دهانه برخوردی در ماه‌ است.

## دهانه‌های اقماری
این دهانه ۷ دهانه اقماری دارد.
| Cusanus | عرض جغرافیایی | طول جغرافیایی | قطر          |
| ------- | ------------- | ------------- | ------------ |
| A       | ۷۰.۶° N       | ۶۴.۰° E       | ۱۶.۰ کیلومتر |
| C       | ۷۰.۴° N       | ۶۰.۸° E       | ۲۵.۰ کیلومتر |
| B       | ۷۰.۱° N       | ۶۴.۵° E       | ۲۱.۰ کیلومتر |
| E       | ۷۲.۰° N       | ۷۲.۳° E       | ۱۰.۰ کیلومتر |
| G       | ۶۹.۹° N       | ۷۶.۹° E       | ۱۰.۰ کیلومتر |
| F       | ۷۰.۷° N       | ۷۳.۳° E       | ۱۰.۰ کیلومتر |
| H       | ۶۹.۴° N       | ۵۹.۴° E       | ۸.۰ کیلومتر  |